# بد کمپانی
بد کمپانی یا بد کامپنی (به انگلیسی: Bad Company) گروه موسیقی راک انگلیسی است که در سال ۱۹۷۳ شکل گرفت، و امروزه به‌عنوان یکی از معروفترین و محبوبترین گروه‌های راک محسوب می‌شود.